# مجموعه قناتهای کهن گرمز سفلی
مجموعه قناتهای کهن گرمز سفلی مربوط به سده‌های اولیه دوران‌های تاریخی پس از اسلام است و در شهرستان بهبهان، بخش مرکزی، دهستان حومه، ۵ کیلومتری غرب روستای گرمز سفلی واقع شده و این اثر در تاریخ ۱ مرداد ۱۳۸۶ با شمارهٔ ثبت ۱۹۲۸۱ به‌عنوان یکی از آثار ملی ایران به ثبت رسیده است . گرمز با نام گارامز در دوران هخامنشیان معروف بوده و ورودی استان خوزستان بوده که چم پریان آغاز راه ورود به خوزستان بوده است . گرمز یا همان گارامز از قدیمیترین های استان خوزستان به شمار میرود. گرمز مردمی سید دارد که از سادات علایی امامزاده محمود سیدی محمید هستند . کشت گوجه فرنگی و هندوانه و دامداری و دامپروری از کارهای بزرگ مردم گرمز سفلی میباشد